# Akkreditierungs-, Certifizierungs- und Qualitätssicherungs-Institut
ACQUIN e. V. (Akkreditierungs-, Certifizierungs- und Qualitätssicherungs-Institut) ist eine von elf Akkreditierungsagenturen, die im Auftrag der Stiftung zur Akkreditierung von Studiengängen in Deutschland die fachlich-inhaltliche Begutachtung von Studiengängen mit den Abschlüssen Bachelor/Bakkalaureus, Magister und Master national und international leistet.
Die Agentur ist als eingetragener Verein organisiert. Zu ihren Mitgliedern zählen rund 170 Hochschulen in Deutschland, Österreich, der Schweiz, Ungarn, dem Mittleren und Nahen Osten, Kasachstan, China und den USA sowie wissenschaftliche Berufs- und Fachverbände. Sitz ist Bayreuth, wo sich auch die Geschäftsstelle befindet. Gründungspräsident war Klaus Dieter Wolff. Seit Mai 2025 ist Aloys Krieg als Nachfolger von Sebastian Kempgen Vorstandsvorsitzender von ACQUIN.

## Kooperationen
Der Verein ist Mitglied in internationalen Verbänden und Projektinitiativen, die dem Erreichen der Vereinsziele hilfreich sind und engagiert sich in internationalen, insbesondere europäischen Zusammenschlüssen von Einrichtungen externer Qualitätssicherung. Mitgliedschaften bestehen mit:
- ENQA: European Association for Quality Assurance in Higher Education, full member
- EUA: European University Association, associate member
- INQAAHE: International Network for Quality Assurance Agencies in Higher Education, full member
- CEEN: Central and Eastern European Network for Quality Assurance in Higher Education, full member
- ECA: European Consortium for Accreditation in Higher Education, full member

## Andere Akkreditierungsorganisationen
- Akkreditierungsagentur für Studiengänge im Bereich Gesundheit und Soziales e. V. (AHPGS)
- Agentur für Qualitätssicherung durch Akkreditierung von Studiengängen – (AQAS)
- Akkreditierungsagentur für Studiengänge der Ingenieurwissenschaften, der Informatik, der Naturwissenschaften und der Mathematik e. V. (ASIIN)
- evalag (Evaluationsagentur Baden-Württemberg)
- Foundation for International Business Administration Accreditation (FIBAA)
- Zentrale Evaluations- und Akkreditierungsagentur (ZEvA)